# Nike von Epidauros

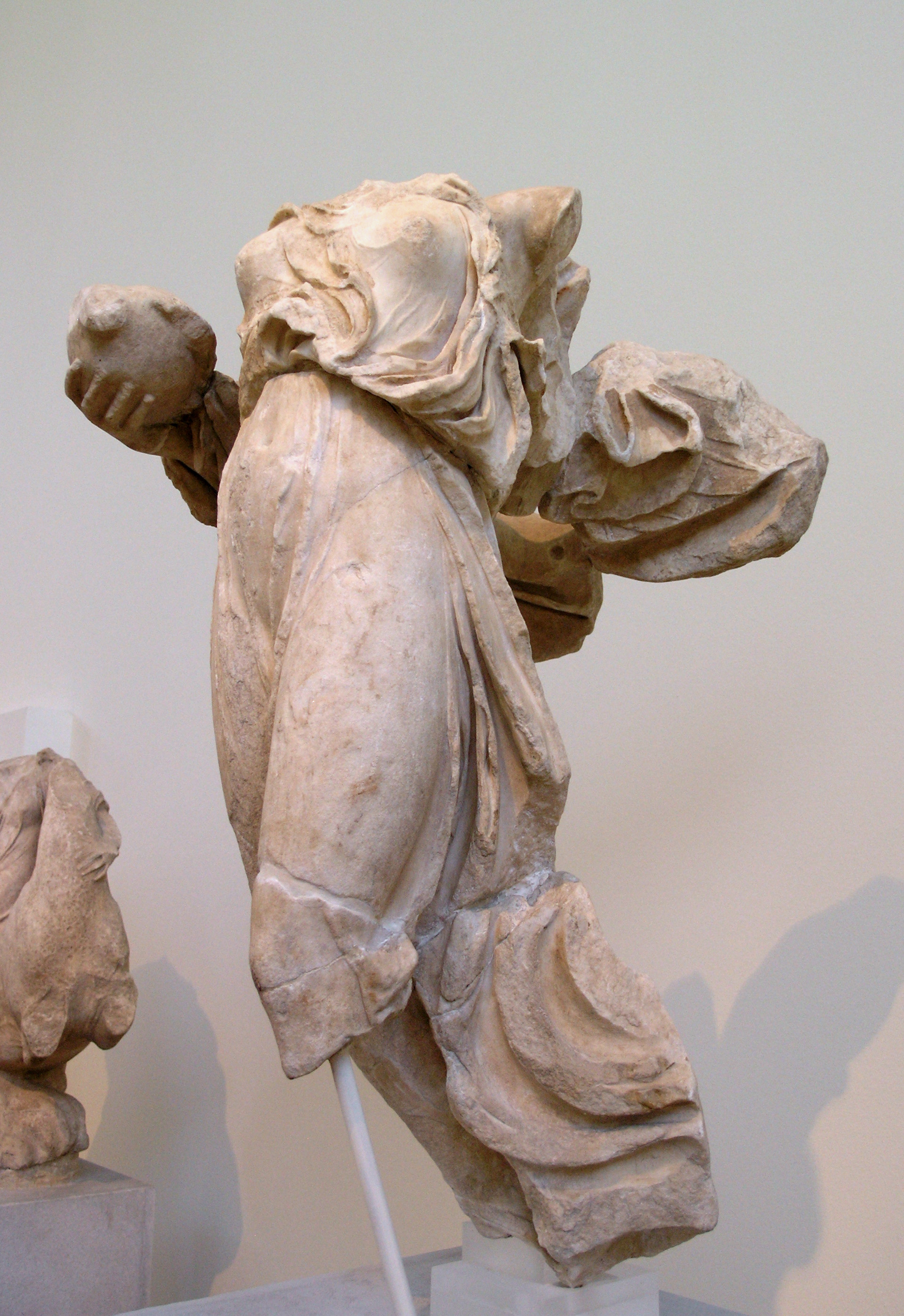
Halbseitige Ansicht

Die Nike von Epidauros im Archäologischen Nationalmuseum Athen mit der Inventarnummer 155 wird um das Jahr 380 v. Chr. datiert.
Die in Epidauros gefundene Statue wurde aus pentelischem Marmor gefertigt und ist mit einer Höhe von 0,85 m unterlebensgroß. Sie ist nicht komplett erhalten, der Kopf, der linke Arm, der rechte Fuß und der linke Unterschenkel fehlen. Die Flügel wie auch das Himation (Umhang, Überwurf) waren gebrochen und sind modern wieder angefügt worden. Nike wird während des aufsteigenden Fluges gezeigt. Ihr linkes Bein hat sie zum Flug vorgestreckt. Ihr zwischen Bauch und Brustbereich gegürteter Chiton ist durchscheinend. Er flattert ebenso wie der Überwurf hinter ihrem Körper im Wind. In der rechten Hand hält die Göttin ein Rebhuhn, ein Symbol für die Heilkräfte des Heilgottes Asklepios. Die Statue gehörte zum Asklepiostempel von Epidauros und war die zentrale Akroterfigur des westlichen Giebels. Die Nike von Epidauros wurde vom Bildhauer Timotheos geschaffen und wird um das Jahr 380 v. Chr. datiert.